# Anne Hathaway (Shakespeare)
Anne Hathaway, född 1555 eller 1556 i Shottery, Warwickshire, död 6 augusti 1623 i Stratford-upon-Avon, Warwickshire, var William Shakespeares hustru från 1582 fram till hans död 1616.

## Biografi
Hathaway tros ha vuxit upp i Shottery, en by precis väster om Stratford-upon-Avon. Där ligger den bondgård som antas ha varit Hathaways familjehem. Hennes far, Richard Hathaway, var självägande bonde. Han dog i september 1581 och efterlämnade sin dotter sex pund, tretton shilling och en fourpence att utbetalas "på hennes äktenskapsdag". I hennes fars testamente anges hennes namn som "Agnes", vilket har lett till att vissa forskare tror att hon bör ha hetat "Agnes Hathaway".

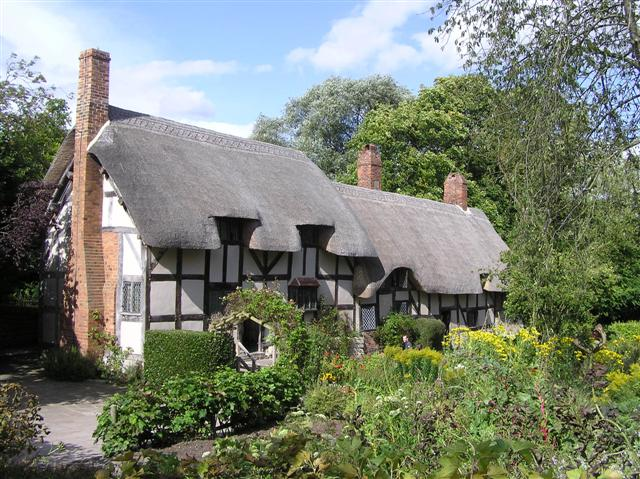
Anne Hathaways stuga där Shakespeares fru föddes, men den tillhörde egentligen hennes föräldrar

### Bröllop
Hathaway gifte sig med Shakespeare i november 1582. Hon var då gravid med parets första barn, vilket föddes sex månader senare. Hathaway var 26 år gammal och Shakespeare endast 18, då de gifte sig. Denna åldersskillnad, tillsammans med graviditeten har av somliga historiker åberopats som bevis på att det var ett äktenskap som tvingades på den motvillige Shakespeare av Hathaway-familjen. Det finns emellertid inga andra bevis för denna slutsats.
För en tid trodde man att denna uppfattning stöddes av handlingar från ett kyrkoregister i Worcester, som på latin nämner ett utfärdande av en bröllopslicens till "Wm Shaxpere" och en "Annam Whateley" från Temple Grafton. Följande dag tecknade Fulk Sandells och John Richardson, vänner till Hathaway-familjen i Stratford, en säkerhet på £ 40 som finansiell garanti för bröllopet mellan "William Shagspere och Anne Hathwey". Frank Harris hävdade i "The Man Shakespeare" från 1909 att dessa dokument är bevis på att Shakespeare hade förhållande med två kvinnor. Han valde att gifta sig med Anne Whateley, men blev omedelbart tvingad av Hathaways familj att gifta sig med deras gravida släkting när det blev känt. Harris trodde att "Shakespeare's avsky för sin hustru var mätbar" på grund av det påtvingade äktenskapet och att det var anledningen till hans beslut att lämna Stratford och påbörja en karriär inom teatern. 
Enligt Stanley Wells, som skrev "Oxford Companion to Shakespeare", anser de flesta moderna forskare att namnet Whateley "nästan säkert är resultatet av ett misstag från prästerskapet".
Germaine Greer hävdar att åldersskillnaden mellan Shakespeare och Hathaway inte är bevis på att han var tvungen att gifta sig med henne. Kvinnor som den föräldralösa Hathaway förblev ofta i föräldrahemmet till sena tjugoårsåldern för att ta hand om yngre syskon.
Shakespeare var heller inte en lovande make - hans familj var ruinerade. Hathaway å andra sidan skulle kunna ha ansetts vara ett kap då hon kom från en familj som hade det gott ställt både socialt och ekonomiskt. Vidare var det inte ovanligt att juridiska äktenskap föregicks av graviditet eller provisoriska äktenskap vid den här tiden i England. Gröner skriver att i Stratford-upon-Avon och närliggande byar på 1580-talet var två mönster är ganska tydliga: det ena att ett stort antal brudar var gravida och det andra att hösten snarare än våren var den vanligaste tiden för giftermål.
Även om Shakespeare skulle ha varit tvingad att gifta sig med Anne, som hade blivit gravid med honom, finns det ingen anledning att anta att detta inte alltid varit hans avsikt. Det är nästan säkert att brudens och brudgummens respektive familjer kände varandra.

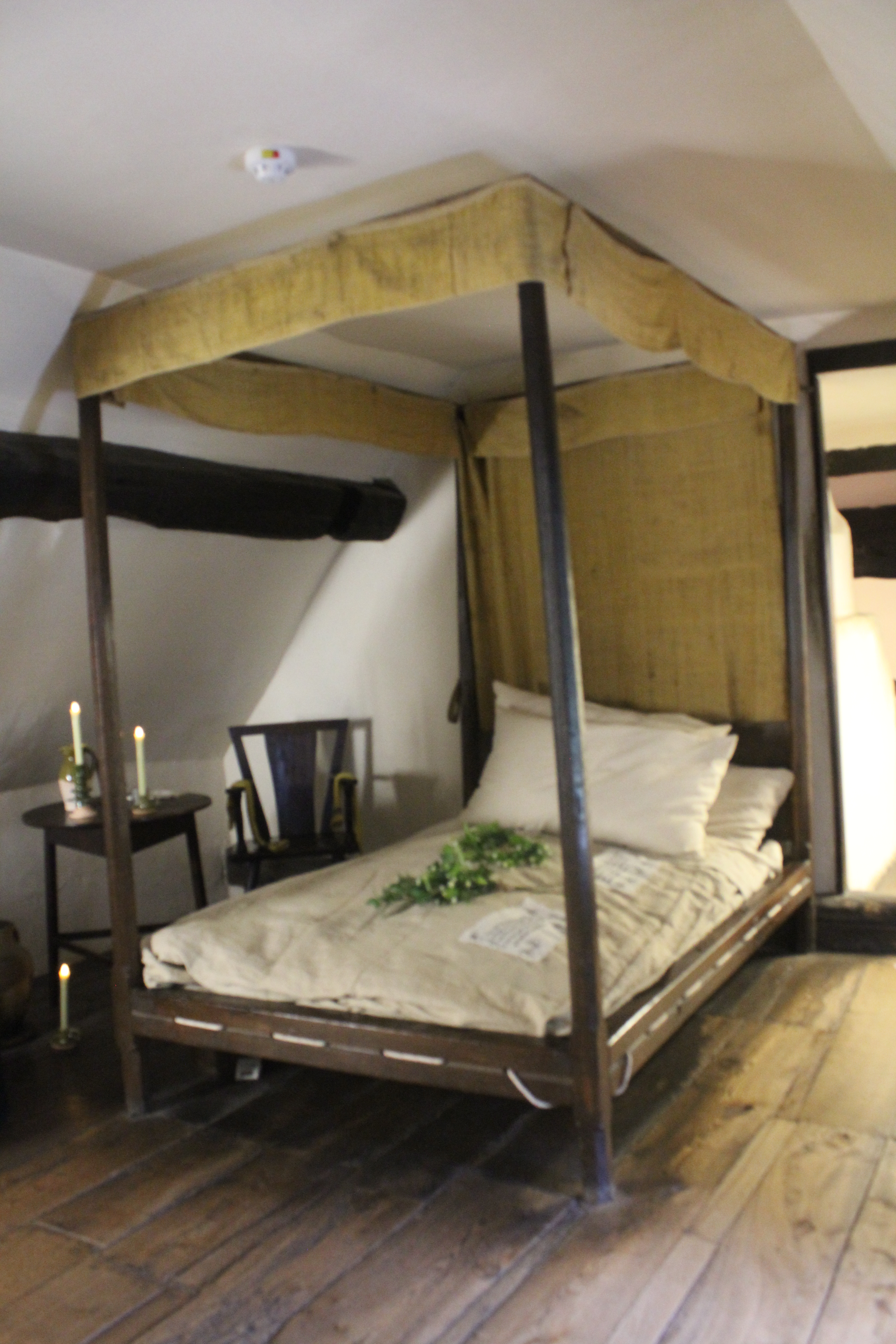
Den här sängen i Anne Hathaways hus tros vara den näst bästa sängen (eller den äktenskapliga sängen) som William Shakespeare efterlämnade till sin fru Anne.

### Barn
Tre barn föddes till Hathaway och hennes man: Susanna år 1583 och tvillingarna Hamnet och Judith år 1585. Hamnet dog vid 11 års ålder under en av de frekventa pestepidemierna och begravdes i Stratford-upon-Avon 11 augusti 1596.
Förutom handlingar som rör hennes äktenskap eller hennes barns födelse är den enda kända hänvisningen till Hathaway som tillkom under hennes liv en punkt i testamentet hennes fars herde, Thomas Whittington, lämnade efter sig efter döden 1601. Whittington lämnade 40 shilling till "De fattiga i Stratford" och tillade att pengarna fanns hos Anne Shakespeare, fru till mästare William Shakespeare som är skuld till mig. Denna passage har tolkats på flera olika sätt. En uppfattning är att Whittington kan ha lånat Anne pengar, förmodligen för att hon inte hade pengar när hennes man var borta. Mer sannolikt kan det emellertid ha varit "obetalda löner eller besparingar som hållits i förvar", eftersom testamentet också listar skulder i samma belopp till honom från sina bröder.
1607 gifte sig Hathaways dotter Susanna med den lokala läkaren John Hall, och födde Hathaways och Shakespeares barnbarn, Elizabeth, året därpå.
Judith gifte sig med Thomas Quiney, som ägde en taverna och kom från en bra familj, i februari 1616 när hon var 31 år och han var 27. Det upptäcktes att Quiney hade gjort en annan kvinna gravid. Quiney hade också misslyckats med att erhålla ett särskilt bröllopstillstånd som krävdes under fastan, vilket ledde till att Judith och Thomas blev exkommunicerade den 12 mars. Strax därefter, den 25 mars 1616, ändrade Shakespeare sitt testamente så att Judith skulle ärva 300 pund i eget namn medan Quiney lämnades helt utanför testamentet och Shakespeare ger det mesta av sin egendom till Susanna och hennes man.    
Det har ibland det hävdats att Shakespeare ogillade sin hustru, men det finns ingen dokumentation eller korrespondens som stödjer detta antagande. Största delen av sitt gifta liv bodde han i London där han skrev och uppförde sina pjäser medan hon stannade i Stratford. Enligt John Aubrey återvände han till Stratford en period varje år. När han pensionerade sig från teatern 1613 valde han att bo i Stratford med sin fru, snarare än i London.

### Anne Hathaways begravning
Det finns en tradition från 1693 som hävdar att Hathaway önskade bli begravd med sin make. Faktum är att hon är begravd i en separat grav bredvid honom i Stratford-upon-Avons heliga trefaldighetskyrka. Inskriften säger "Här ligger kroppen av Anne hustru till William Shakespeare som gick hädan från detta liv den 6 augusti 1623 vid fyllda 67 år." En latinsk inskrift följer.
Inskriften kan ha skrivits av John Hall på uppdrag av sin fru, Annes dotter Susanna.

## William Shakespeares testamente
I sin testamente gav Shakespeare till sin fru, sin näst bästa säng med möbler. Den här har ofta tolkats som att Anne var den näst viktigaste personen för Shakespeare. Några förklaringar har erbjudits: För det första har det hävdats att Hathaway enligt lag hade rätt att erhålla en tredjedel av hennes mans egendom, oavsett hans testamente. Detta har bestridits. Det har spekulerats att Hathaway skulle ha försörjts av sina barn. Germaine Greer har föreslagit att det var resultatet av ett avtal som gjordes i samband med Susans äktenskap med dr Hall: att hon (och därmed hennes man) skulle ärva huvuddelen av Shakespeares gods. Shakespeare hade affärsverksamheter med dr Hall och utsåg därför John och Susanna som exekutörer av hans testamente. Dr Hall och Susanna ärvde och flyttade till New Place efter Shakespeare död. Detta skulle också förklara generositeten Shakespeares testamente i andra avseenden, liksom behandlingen av hans yngre dotter Judith.
Det finns tecken på att Hathaway kan ha varit finansiellt trygg. Barnen fick de bästa föremålen och änkan de näst bästa. På Shakespeares tid var sängar för välbärgade personer dyra affärer, ibland i värde motsvarande det för ett litet hus. Under elisabetansk tid var den bästa sängen i huset reserverad för gästerna. Om så är fallet, kunde den säng som Shakespeare bjudit Anne ha varit deras äktenskapliga säng, och sålunda inte avsedd att förolämpa henne.    
Men det testament som inledningsvis utarbetades där nämnde inte Anne alls. Det var bara genom en serie tillägg, gjorda 25 mars 1616, något mindre än en månad innan Shakespeare dog, som tillägget näst bästa sängen med möbler gjordes.

## Bildgalleri

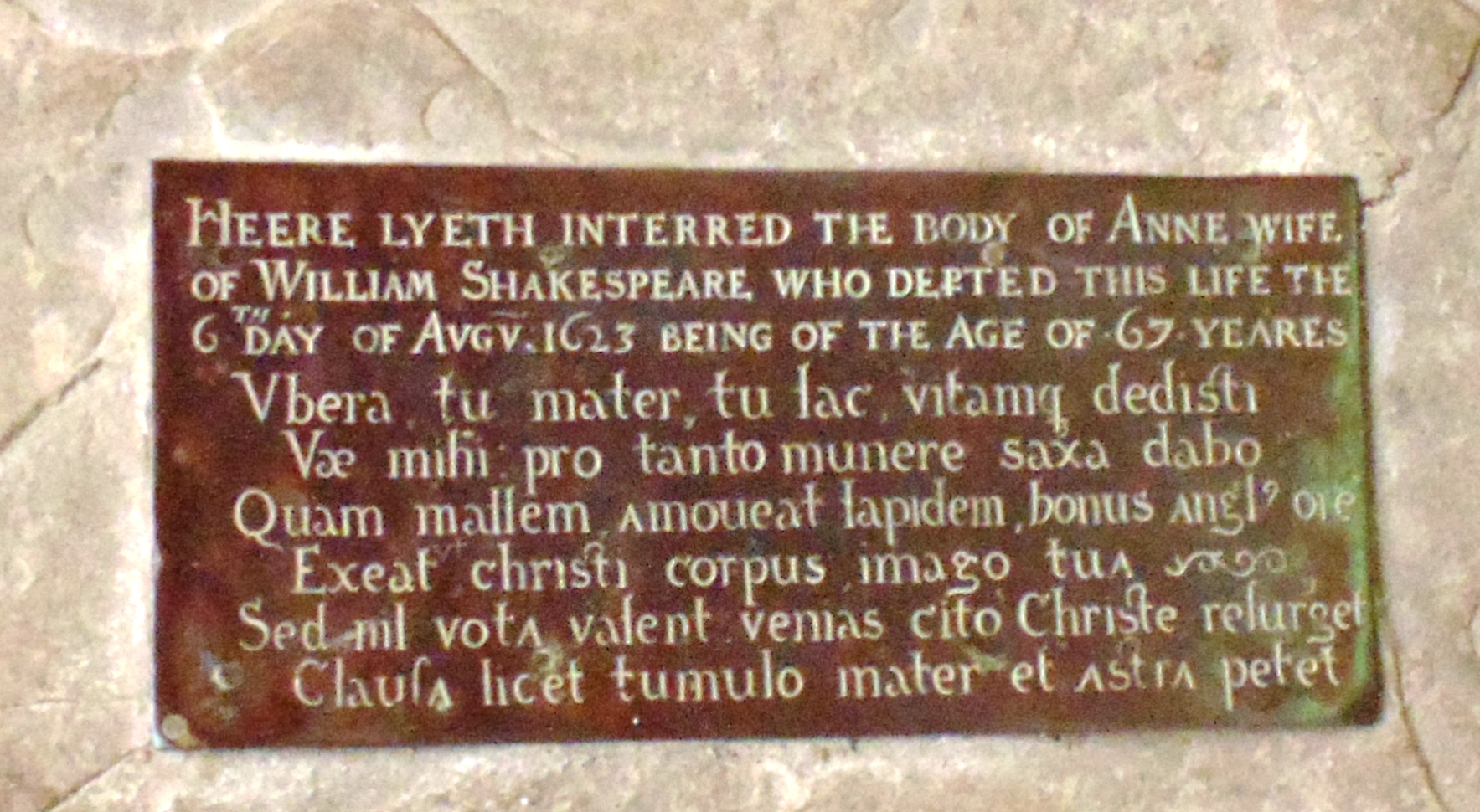
Anne Shakespeares gravsten.
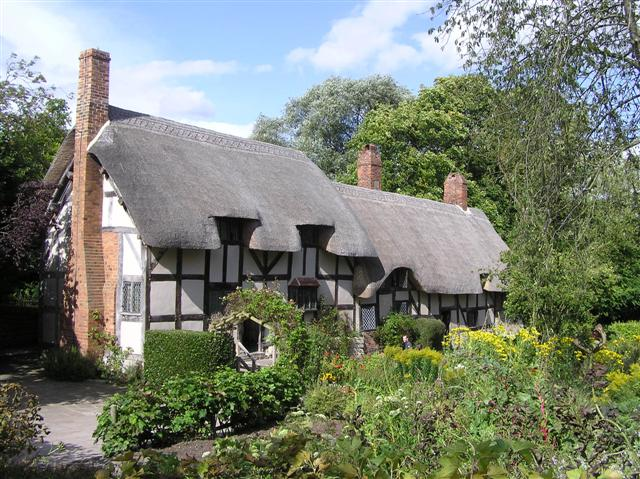
Anne Hathaways hus.
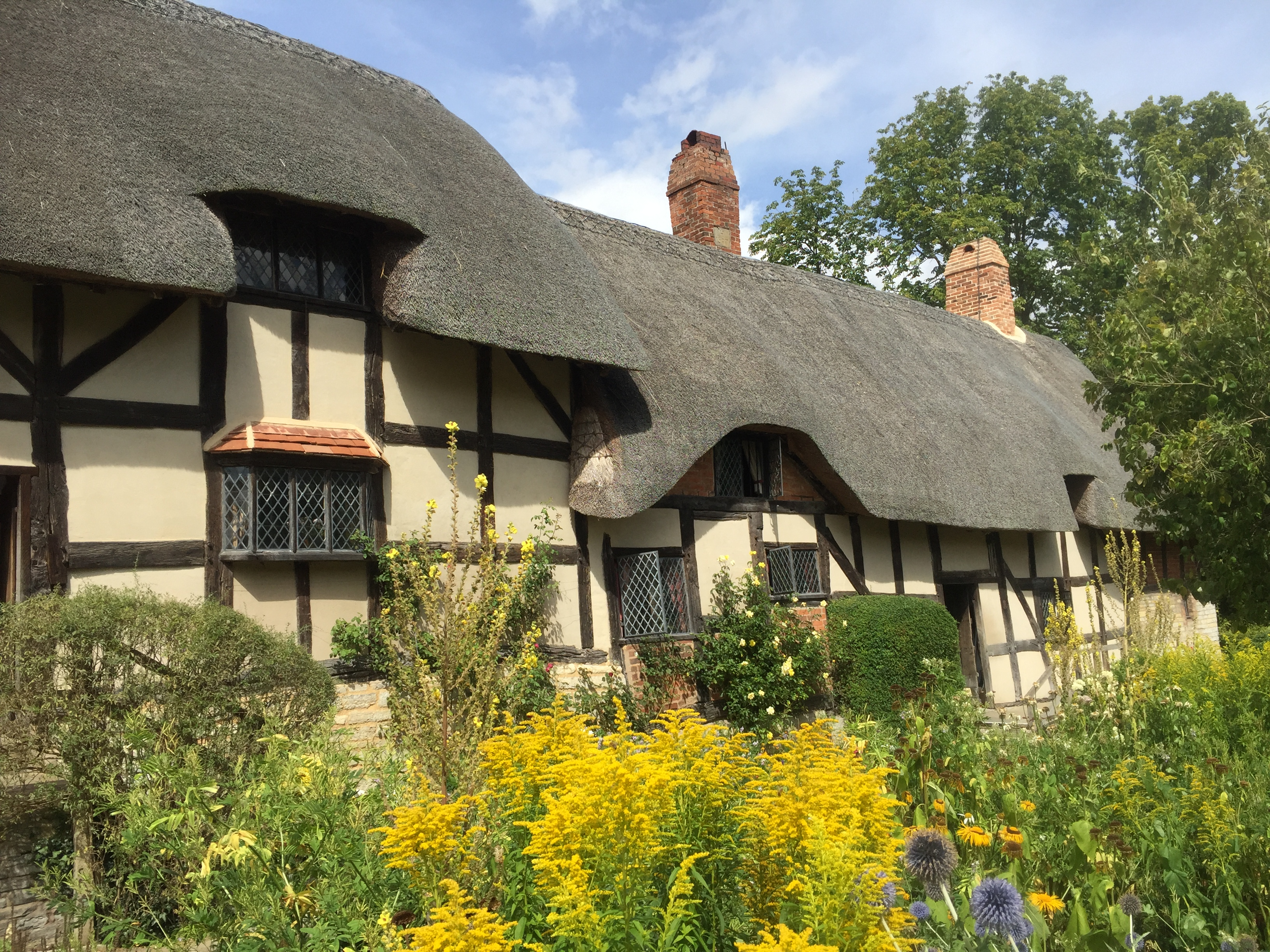
Anne Hathaways hus, Stratford-Upon-Avon
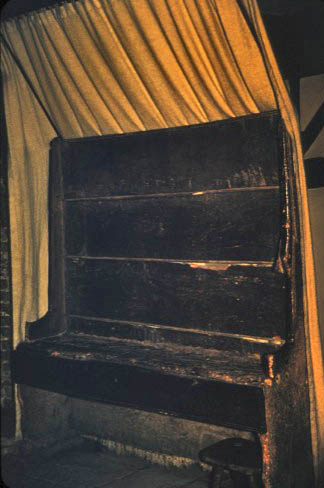
Från Anne Hathaways hus.